# 아키우정
아키우정(秋保町)은 1967년부터 1988년까지 미야기현 나토리군에 존재했던 정이다. 현재의 센다이시 다이하쿠구 서부에 해당한다.

## 지리
정역의 대부분이 산림으로 이루어져 있었다. 또한 온천에는 관광자원이 많다. 

## 연혁
- 1889년 4월 1일 - 정촌제 시행에 수반해 나토리군 5촌의 구역으로 아키우촌이 성립하였다.
- 1955년 4월 1일 - 오아사 신카와를 분할해 미야기군 미야기촌을 편입하였다.
- 1967년 4월 1일 - 정으로 승격해 아키우정이 되었다.
- 1968년 1월 1일 - 정장을 제정하였다.
- 1988년 2월 1일 - 센다이시에 편입하였다. 또한 옛 정사무소는 센다이 시의 아키호 종합지소가 되었다

## 교통

### 철도
- 아키호 전기 철도 (1961년 폐지)
- 센잔선

아키우 정내의 역은 마련되어 있지 않다.

### 도로
- 국도 457호선